# Pteromalus clavicornis
Pteromalus clavicornis är en stekelart som beskrevs av Nils Samuel Swederus 1795. Pteromalus clavicornis ingår i släktet Pteromalus och familjen puppglanssteklar. Inga underarter finns listade i Catalogue of Life.